# モンペザ伯爵
モンペザ伯爵（Greve af Monpezat）は、デンマークの貴族の世襲爵位の1つ。女性形はモンペザ伯爵夫人・女伯爵（Grevinde/Komtesse af Monpezat）。2008年4月30日デンマーク女王マルグレーテ2世が自身の男系子孫に与えたもの。

## 概要
この爵位は、女王の夫君ヘンリック王子とその実家であるフランスのラボルド・ド・モンプザ家が伯爵を自称していたことに由来する。同家はいわゆる偽貴族または自称貴族であったが、同家のような自称貴族が本物の貴族のように称号を使用することは19世紀以降のフランスの上流社会では慣行として容認されていた。歴史家ヨーン・ブロック・スキッパー（Jon Bloch Skipper）によれば、2008年の叙爵はラボルド・ド・モンプザ家の伯爵自称と直接の関係はないが、ヘンリック王子と彼のフランス人の先祖に根拠を持つものではある。
2022年9月28日、デンマーク王室は女王の次男ヨアキム王子の4人の子女について、デンマーク王位継承順位は変動がないものの、2023年1月1日付で彼らのデンマーク王子・王女の称号を剥奪する決定をしたと表明した。これは彼ら兄弟に残される称号としても最も高位のものがモンペザ伯爵となることを意味した。彼ら兄弟は王族として所有していたHighness（殿下）の敬称も失い、代わって貴族に使用されるExcellency（閣下）の敬称を得ることとなった。
女王はこの措置によって4人の孫たちが「一機関としてのデンマーク王室に正式に所属することで生じる特別な配慮や義務に制限されることなく、非常に広範囲にわたって自由な生活を持つことができる」としている。

## モンペザ伯爵の一覧
モンペザ伯爵は以下の10名が所有する。フレゼリク10世以下、9名はデンマーク王位継承順位に従って明記する。
- マルグレーテ2世 (b.1940) ∞ 王配ヘンリック王子 (1934–2018)
  -  王位 フレゼリク10世 (b. 1968)
    -  (1) クリスチャン皇太子 (b. 2005)
    -  (2) イサベラ王女 (b. 2007)
    -  (3) ヴィンセント王子 (b. 2011)
    -  (4) ヨセフィーネ王女 (b. 2011)

  -  (5) ヨアキム王子 (b. 1969)
    - (6) 伯爵ニコライ (b. 1999)
    - (7) 伯爵フェリックス (b. 2002)
    - (8) 伯爵ヘンリック (b. 2009)
    - (9) 女伯爵アテナ (b. 2012)

## 引用・脚注
1. ↑  “Monpezat til Frederik og Joachim”. Berlingske Tidende (2008年4月30日). 2008年6月14日閲覧。
2. ↑  Dioudonnat, Pierre-Marie, Encyclopédie de la fausse noblesse et de la noblesse d'apparence, Paris, Sedopols, 1976–79 (2 vols), p. 208 (in French)
3. ↑  Velde, François. “Nobility and Titles in France”. Heraldica.org. 2008年6月18日閲覧。
4. ↑  Prins Joachims børns nye titler: Her er alt du skal vide om dem from Billed Bladet
5. ↑  Agence France-Presse (2022年9月29日). “Denmark’s Queen Margrethe strips four grandchildren of royal titles”. The Guardian. 2022年9月29日閲覧。